# 蘇丹加齊
蘇丹加齊（Sultangazi）是土耳其伊斯坦堡的39個區之一，位於博斯普魯斯海峽以西的歐洲部份。面積49平方公里，人口543,380人。

蘇丹加齊